# 데시벨 (영화)
《데시벨》은 2022년에 개봉한 대한민국의 영화이다.

## 캐스팅

### 주연
- 김래원 : 강도영 역
- 이종석 : 전태성 역
- 정상훈 : 오대오 역
- 박병은 : 차영한 역
- 이상희 : 장유정 역
- 조달환 : 노정섭 역

### 조연
- 신윤주 : 강설영 역
- 이종욱 : 이준위 역
- 박진수 : 국방부 장관 역
- 남태훈 : 수영 역
- 나현우 : 성우 역

### 그 외 출연진
- 우지현 : 김유택 역
- 노성은 : 조리장
- 이승훈 : 김 중위 역
- 윤정열 : 팀장 역
- 김건 : 전탐사 역
- 이화영 : 승조원 5 역
- 장세원 : 승조원 1 역
- 안태환 : 승조원 2 역
- 류시안 : 승조원 3 역
- 김호준 : 승조원 4 역
- 손윤한 : 승조원 5 역
- 신영찬 : 승조원 9 역
- 김동연 : 승조원 12 역
- 조강혁 : 승조원 18 역
- 명홍진 : 기관장 역
- 한민엽 : 김 소위 역
- 권동호 : 차 중위 역
- 김진환 : 조타수 1 역
- 위민국 : 조타수 2 / 기자 3 역
- 강경헌 : 주임 역 (우정출연)
- 이민기 : 황영우 역 (특별출연)
- 차은우 : 전태룡 역 (특별출연)
- 김슬기 : 한미녀 역 (특별출연)